# Scotoecus
Scotoecus är ett släkte av fladdermöss som ingår i familjen läderlappar.

## Beskrivning
Dessa fladdermöss förekommer i Afrika söder om Sahara samt i Indien och Pakistan (Scotoecus pallidus). Den senare vistas i halvöknar och de afrikanska arterna lever vanligen i öppna skogar.
Individerna når en kroppslängd (huvud och bål) av 46 till 68 mm och en svanslängd av 28 till 40 mm. De väger ungefär 5 gram. Pälsfärgen varierar mellan brun, rödaktig och mörkgrå. Scotoecus albofuscus har en mörk bål medan vingarna är ljusare och hos Scotoecus hirundo är det precis tvärtom. Nosen är ganska bred jämförd med andra släkten av samma familj.
Arterna vilar ofta i byggnadernas tak eller i andra hålrum som skapades av människor. Efter parningen bildar hanar och honor egna flockar. Per kull föds vanligen två ungar.

## Taxonomi
Kladogram enligt Catalogue of Life:
| Scotoecus | \| \| Scotoecus albofuscus \| \| \| \| \| \| Scotoecus hirundo \| \| \| \| \| \| Scotoecus pallidus \| \| \| \| |
|           | \| \| Scotoecus albofuscus \| \| \| \| \| \| Scotoecus hirundo \| \| \| \| \| \| Scotoecus pallidus \| \| \| \| |
|           | Scotoecus albofuscus                                                                                            |
|           | |
|           | Scotoecus hirundo                                                                                               |
|           | |
|           | Scotoecus pallidus                                                                                              |
|           | |

Wilson & Reeder (2005) listar ytterligare två arter i släktet.
- Scotoecus albigula (Thomas, 1909)
- Scotoecus hindei (Thomas, 1901)

De godkänns inte av IUCN utan listas där som synonymer till Scotoecus hirundo.